# Melvin Calvin
Melvin Ellis Calvin (8 tháng 4 năm 1911 - 8 tháng 1 năm 1997) là nhà hóa học người Mỹ, nổi tiếng về công trình khám phá ra vòng Calvin (chung với Andrew Benson và James Bassham), do đó ông đã đoạt giải Nobel Hóa học năm 1961.

## Tiểu sử
Calvin sinh tại St. Paul, Minnesota, là con của một người Nga nhập cư. Cha ông là người gốc Litva còn mẹ ông là người Gruzia. Gia đình ông tới định cư ở Detroit khi ông còn nhỏ. Ông tốt nghiệp trường Central High School năm 1928. Melvin Calvin đậu bằng cử nhân khoa học ở Đại học Công nghệ Michigan năm 1931 và bằng tiến sĩ hóa học ở Đại học Minnesota năm 1935. Sau đó ông làm nghiên cứu sinh hậu tiến sĩ 4 năm ở Đại học Manchester (Anh).

## Sự nghiệp
Calvin tham gia ban giảng huấn Đại học California tại Berkeley năm 1937 và được thăng chức giáo sư hóa học năm 1947. Cuối thập niên 1950 ông trở thành hội viên đầu tiên của Hội nghiên cứu các hệ thống tổng quát (Society for General Systems Research). Năm 1963 ông nhận thêm danh hiệu giáo sư Sinh học phân tử. Ông là người sáng lập và giám đốc "Phòng thí nghiệm Động lực Sinh hóa học" (Laboratory of Chemical Biodynamics) và đồng thời là phó giám đốc Phòng thí nghiệm bức xạ Berkeley, nơi ông thực hiện phần lớn công trình nghiên cứu cho tới khi nghỉ hưu năm 1980.
Dùng chất đồng vị carbon-14 để đánh dấu, Calvin và đội nghiên cứu của ông đã vạch ra con đường đầy đủ mà cacbon đi qua một cây trong quá trình quang hợp, bắt đầu từ sự hấp thu như dioxide cacbon khí quyển tới khi chuyển biến thành các carbohydrate và các hợp chất hữu cơ khác. Khi làm việc này, đội nghiên cứu của Calvin đã chỉ ra là ánh sáng tác động trên diệp lục trong một cây để cung cấp chất đốt tạo thành các hợp chất hữu cơ, hơn là về dioxide cacbon như đã tin tưởng trước đây. Trong các năm nghiên cứu cuối cùng, ông đã nghiên cứu việc sử dụng các cây sản xuất dầu như các nguồn năng lượng có thể tái sinh. Ông cũng mất nhiều năm thử nghiệm sự tiến triển hóa học của đời sống và viết một sách về đề tài này, được xuất bản năm 1969.

## Gia đình
Ông kết hôn với Genevieve Jemtegaard năm 1942. Họ có ba người con: hai con gái và một con trai.

## Giải thưởng
- Giải Nobel Hóa học (1961)
- Huy chương Priestley
- Huy chương Davy
- Giải Willard Gibbs
- Huy chương vàng của Viện các nhà hóa học Hoa Kỳ